# St. Johannes Baptist (Leutershausen)

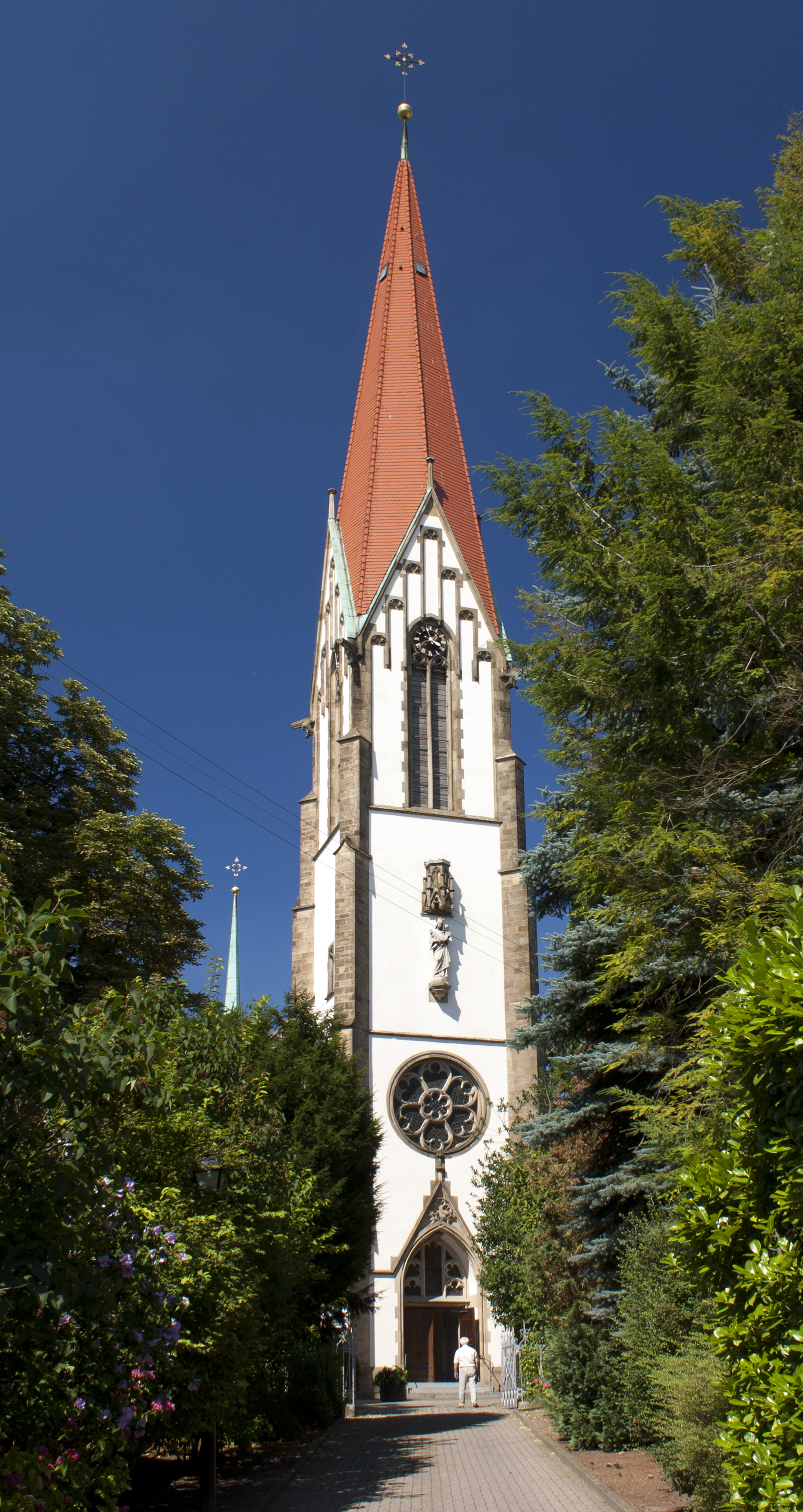
Kirche St. Johannes Baptist

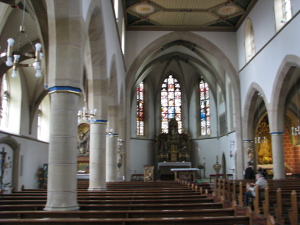
Innenraum

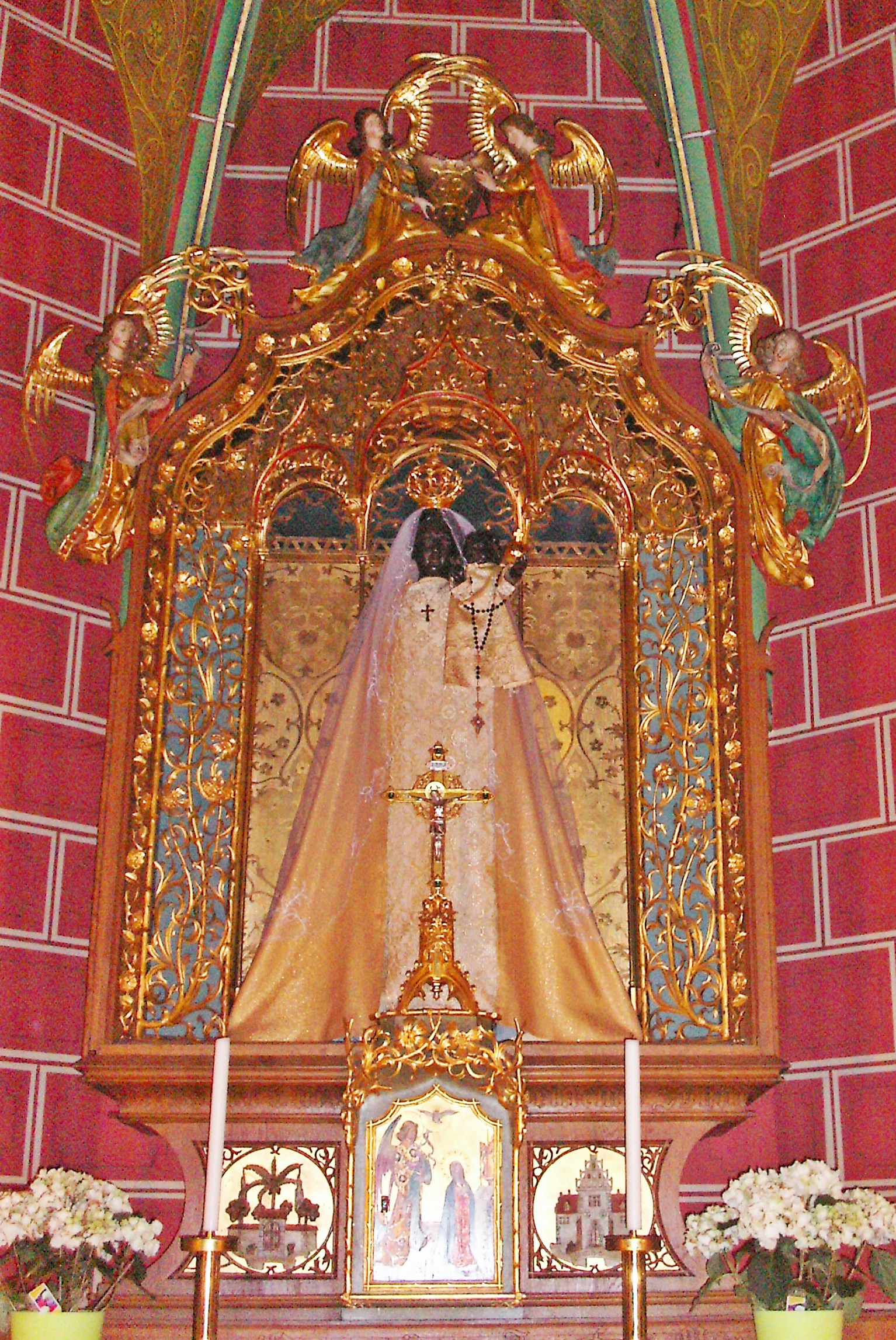
Das von den Grafen von Wiser gestiftete Gnadenbild in Leutershausen

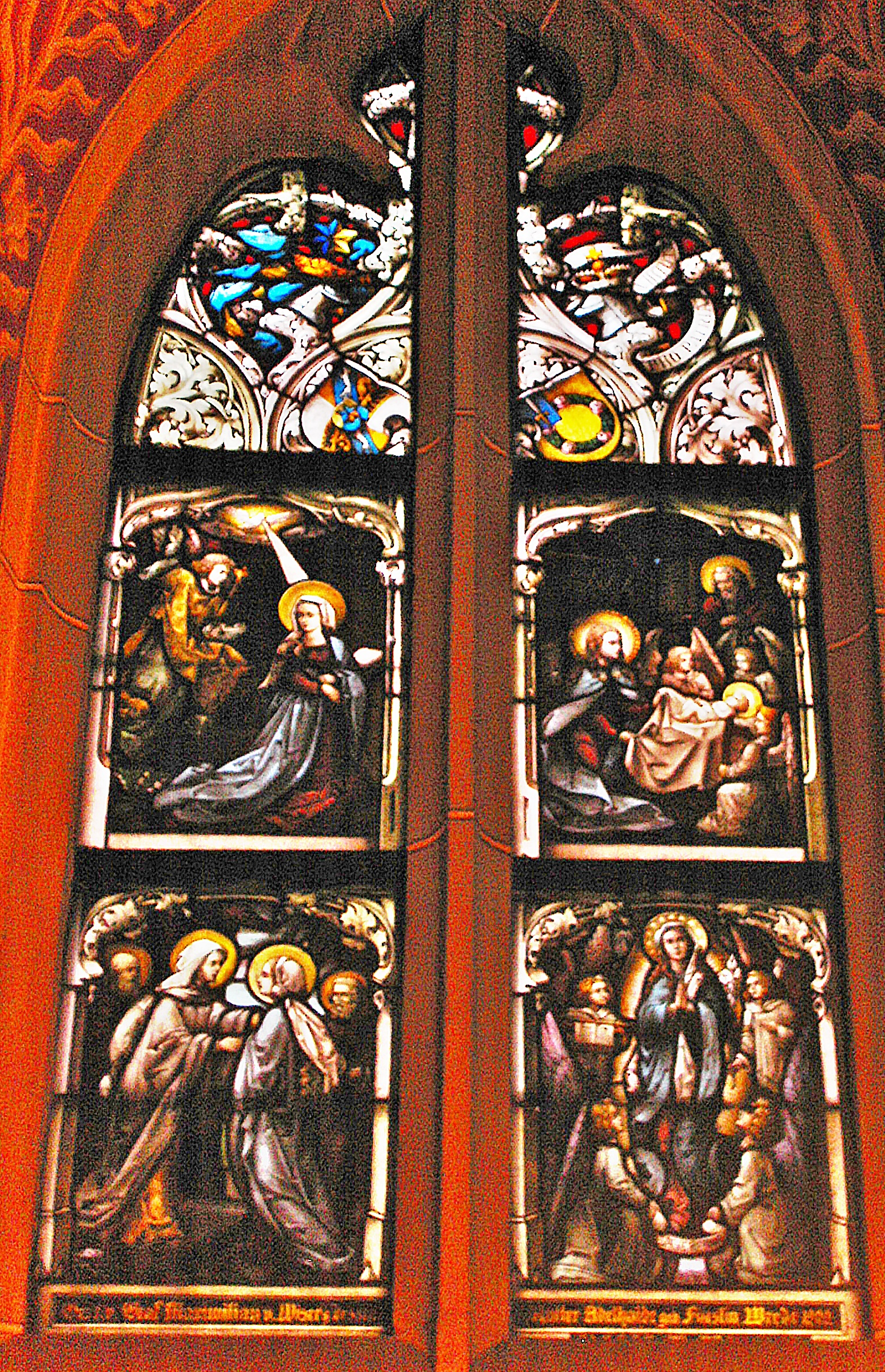
Fenster der Gnadenkapelle, gestiftet von Graf Maximilian von Wiser und seiner Mutter Adelaide geb. Fürstin von Wrede, mit den entsprechenden Familienwappen im Oberteil

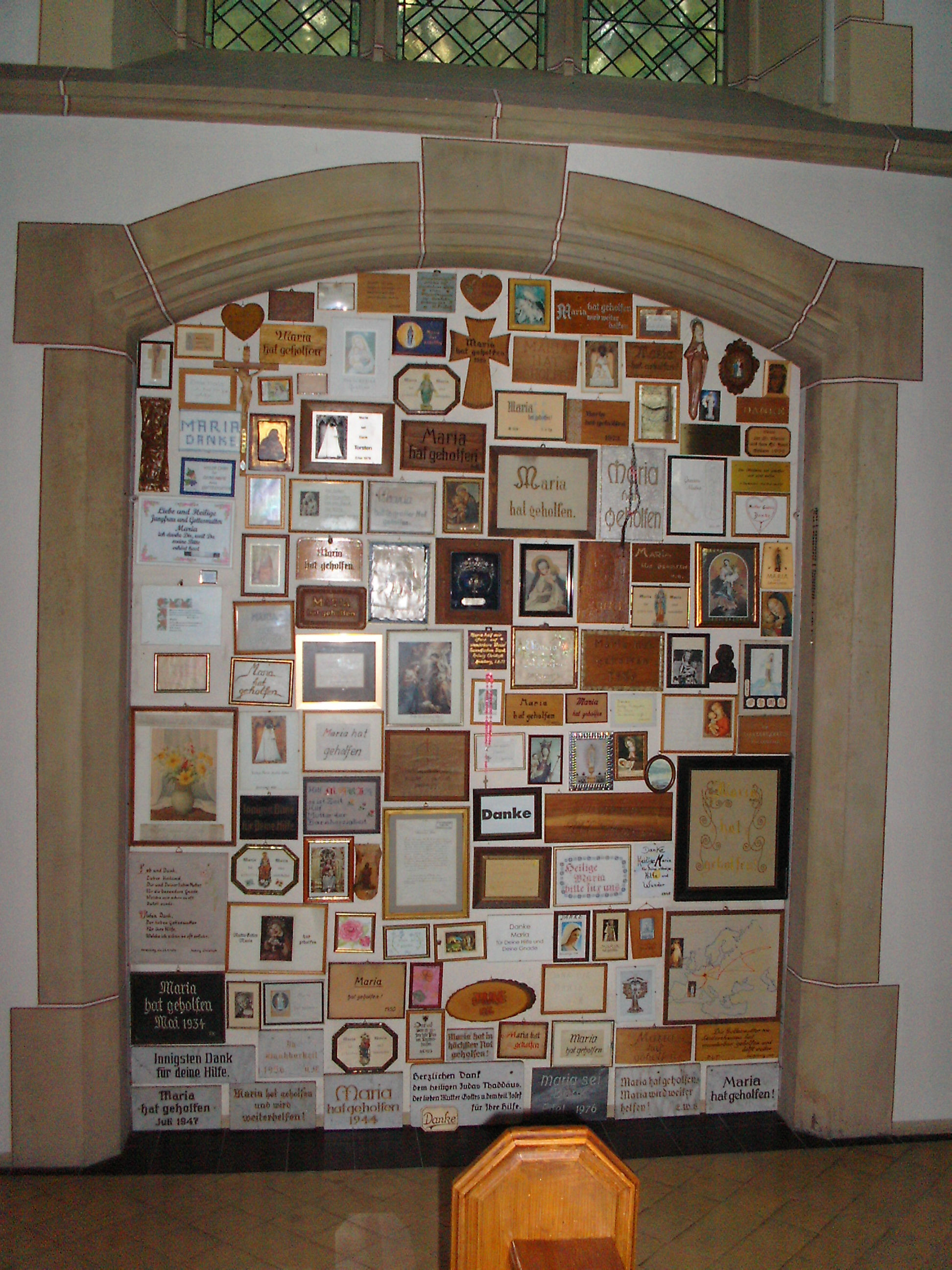
Votivbilder in der Wallfahrtskirche

Die Wallfahrtskirche St. Johannes Baptist ist eine katholische Kirche in Leutershausen, einem Ortsteil von Hirschberg an der Bergstraße im Rhein-Neckar-Kreis im Nordwesten Baden-Württembergs. Sie wurde von 1905 bis 1907 nach Plänen von Ludwig Maier im neugotischen Stil erbaut.

## Geschichte
Im Jahr 877 wurde erstmals eine Kirche in Leutershausen urkundlich erwähnt, als Graf Liuther die dortige „basilica“ dem Kloster Lorsch schenkte. Wahrscheinlich gehörte der Ort zunächst zur Pfarrei von Hohensachsen, bis eine eigene Pfarrei eingerichtet wurde. Im Mittelalter gehörten als Filialen Heiligkreuz, Rittenweier, Rippenweier, Oberflockenbach, Steinklingen, Wünschmichelbach, Ursenbach und ein Teil von Großsachsen zur Leutershausener Pfarrei. Im Wormser Synodale von 1494 wurde erstmals das Patrozinium Johannes der Täufer genannt. 1556 führte Kurfürst Ottheinrich die Reformation in der Kurpfalz ein. Der katholische Kurfürst Johann Wilhelm erlaubte 1698 die Simultannutzung der Kirche durch Reformierte und Katholiken. Bei der Pfälzischen Kirchenteilung 1705 fiel die Kirche in Leutershausen den Reformierten zu. Ein Vertrag zwischen dem Grafen von Wiser und dem reformierten Pfarrer überließ den Katholiken aber weiterhin den abgetrennten Chor.
1737 ließ Graf Ferdinand Andreas von Wiser im Schlossbezirk eine Kapelle errichten. Sie wurde 1742 vom Wormser Weihbischof Anton von Merle geweiht. Mit einer Schwarzen Madonna entwickelte sie sich als Loretokapelle zum Wallfahrtsort. Im rechten Winkel daran wurde 1752 eine schlichte Pfarrkirche im Barockstil erbaut. Anders als in den meisten anderen Orten der Kurpfalz stellten die Katholiken in Leutershausen eine starke Minderheit. 1807 waren 40 Prozent der Einwohner katholisch.
Zwischen 1905 und 1907 wurde auf einem Bauplatz nördlich der alten Kirche die heutige Pfarrkirche erbaut. Die Pläne wurden vom erzbischöflichen Bauamt Heidelberg unter der Leitung von Ludwig Maier ausgearbeitet. Am 22. Oktober 1907 wurde die Kirche von Erzbischof Thomas Nörber geweiht. Aus Tradition wurde als Patron erneut Johannes der Täufer gewählt. Die alte Kirche wurde abgebrochen und die Madonna in die neue Kirche verbracht. Die Wallfahrt an Mariä Himmelfahrt hat sich bis heute erhalten. Die Gemeinde gehört heute zur Seelsorgeeinheit Weinheim-Hirschberg im Dekanat Heidelberg-Weinheim im Erzbistum Freiburg. Filialkirche der Pfarrei ist die Herz-Jesu-Kirche (Weinheim-Oberflockenbach). Sie wurde 1957 nach den Plänen von Albert Boßlet und Erwin van Aaken errichtet und 2007 zum Kulturdenkmal ernannt. Die Herz Jesu Kirche ist das Gotteshaus der Katholiken aus den heutigen Stadtteilen der Kreisstadt Weinheim: Wünschmichelbach, Steinklingen, Oberflockenbach, Rippenweier, Rittenweier und Heiligkreuz.

## Beschreibung
Die Kirche steht nordöstlich des historischen Ortskerns auf dem ehemaligen Gelände des Wassergartens der Grafen von Wiser, wo sich früher der Hirschberger Hof befand. Die dreischiffige Basilika wurde im neugotischen Stil errichtet. Über dem Hauptportal befindet sich ein großes Sechspassfenster, darüber eine Marienstatue. Links des Eingangs steht eine Nepomuk-Statue aus rotem Sandstein. Sie stammt aus der ersten Hälfte des 18. Jahrhunderts. Gegenüber befindet sich ein steinernes Feldkreuz aus der zweiten Hälfte des 13. Jahrhunderts, das von der B 3 hierher versetzt wurde. An der nordöstlichen Seite der Kirche ist eine Nachbildung der Lourdesgrotte.
Während die beiden Seitenschiffe gewölbte Decken haben, schließt das Hauptschiff mit einer Holzdecke. Der ursprüngliche Zustand wurde bei der Renovierung 1988–1991 wiederhergestellt. Die Decke ist in neun Felder gegliedert und zeigt Motive der lauretanischen Litanei. Dieselbe Symbolik findet sich in den Fenstern der Seitenschiffe. Den Hauptaltar und die beiden Seitenaltäre schnitzte Franz Hausch.
Am Hochaltar sind die Taufe Jesu, Jesus übergibt Petrus die Schlüssel des Himmelreiches und die Bekehrung des Apostels Paulus dargestellt. Der Marienaltar (rechts) birgt das Gnadenbild der Schwarzen Madonna von 1742, aus der gräflichen Loretokapelle. Der Wendelinsaltar (links) erinnert an die Wendelinskapelle, die früher an der Großsachsener Straße stand. Der Zelebrationsaltar stammt aus dem Jahr 1990. Die Holzschnitzerei, die das letzte Abendmahl darstellt, passt sich aber im Stil den älteren Altären an.
Das einzige Fenster der Gnadenkapelle wurde gestiftet von dem bekannten Augenarzt Graf Maximilian von Wiser und seiner Mutter Adelaide geb. Fürstin von Wrede, der Enkeltochter des bayerischen Feldmarschalls Fürst Carl Philipp von Wrede. Im Oberteil befinden sich die entsprechenden Familienwappen, Wiser links und Wrede rechts.
Im Ambo, wie der Zelebrationsaltar 1990 von der Bildhauerwerkstätte Treffler (Friedberg) geschaffen, sind die vier Evangelisten integriert, die von der alten Kanzel stammen. 
Die Orgel wurde 1970 von Eugen Pfaff erbaut. Das Instrument hat Schleifladen und 20 Register auf zwei Manualen und Pedal.

## Glocken
Im Turm der Pfarrkirche hängt ein vierstimmiges Glockengeläut, das der Heidelberger Glockengießer Friedrich Wilhelm Schilling im Jahr 1950 aus Bronze gegossen hat.
| Glocke | Gewicht  | Durchmesser | Schlagton |
| ------ | -------- | ----------- | --------- |
| 1      | 1059 kg0 | 1200 mm     | e′-2      |
| 2      | 740 kg   | 1025 mm     | g′-2      |
| 3      | 454 kg   | 0884 mm     | a′-2      |
| 4      | 277 kg   | 0750 mm     | c″-3      |